# Dichaetomyia bisetosa
Dichaetomyia bisetosa är en tvåvingeart som beskrevs av Malloch 1925. Dichaetomyia bisetosa ingår i släktet Dichaetomyia och familjen husflugor. Inga underarter finns listade i Catalogue of Life.